# San Martín del Castañar
San Martín del Castañar – gmina w Hiszpanii, w prowincji Salamanka, w Kastylii i León, o powierzchni 15,5 km². W 2011 roku gmina liczyła 254 mieszkańców.